# Новопавловка (Дружковская городская община)
Новопа́вловка (укр. Новопавлівка) — село Дружковской городской общине Краматорского района Донецкой области Украины.

## Общие сведения
Население по переписи 2001 года составляло 36 человек. Почтовый индекс — 85170. Телефонный код — 6272.

## Местная власть
84205, Донецкая область, Краматорский район, г. Дружковка, ул. Соборная, 16.